# Stazione di Incisa
Stazione di Incisa vasútállomás Olaszországban, Incisa in Val d’Arno településen.

## Vasútvonalak
Az állomást az alábbi vasútvonalak érintik:
- Firenze–Róma-vasútvonal

## Kapcsolódó állomások
A vasútállomáshoz az alábbi állomások vannak a legközelebb:
- Stazione di Rignano sull'Arno
- Stazione di Figline Valdarno